# Smyczyn
Smyczyn (ukr. Смичин) – wieś na Ukrainie, w obwodzie czernihowskim, w rejonie czernihowskim, w hromadzie Horodnia. W 2001 liczyła 667 mieszkańców, spośród których 656 wskazało jako ojczysty język ukraiński, a 11 rosyjski.